# María del Carmen Ortiz
María del Carmen Ortiz Rivas (Fiñana, Almería, 4 de febrero de 1957) es una política española, consejera de Agricultura, Pesca y Desarrollo Rural de la Junta de Andalucía desde 2015 hasta 2017.

## Biografía
María del Carmen Ortiz es licenciada en Psicología por la Universidad de Granada y funcionaria de la Diputación Provincial de Almería. Desde septiembre de 2014 ocupaba la presidencia del Instituto Andaluz de Investigación y Formación Agraria, Pesquera, Alimentaria y de la Producción Ecológica (IFAPA).
Desde el punto de vista político, fue diputada del Parlamento de Andalucía durante cuatro legislaturas (III, IV, V y VI), del Congreso de los Diputados en la VIII Legislatura y europarlamentaria en marzo de 2004. En la Cámara andaluza fue secretaria primera de la Mesa del Parlamento y presidenta de la Comisión de Cultura, Turismo y Deporte. Asimismo, ha sido concejala en el Ayuntamiento de Almería.consejera de Agricultura, Pesca y Desarrollo Rural de la Junta de Andalucía desde 2015 hasta 2017.